# أجنيشكا بيبرزيكا
أجنيشكا بيبرزيكا (بالبولندية: Agnieszka Bibrzycka) مواليد 21 أكتوبر 1982 في بولندا، هي لاعبة كرة سلة بولندية. بدأت مسيرتها الاحترافية في سنة 2001. تلعب مع نادي فنربخشة في الدوري التركي. وتحمل الرقم 5. يبلغ طولها 6 قدم 0 بوصة (1.8 م).

## روابط خارجية
- أجنيشكا بيبرزيكا على موقع الاتحاد الدولي لكرة السلة (الإنجليزية)
- أجنيشكا بيبرزيكا على موقع الاتحاد الوطني لكرة السلة النسائية (الإنجليزية)
- أجنيشكا بيبرزيكا على موقع كرة السلة الأوروبية.كوم (الإنجليزية)
- أجنيشكا بيبرزيكا على موقع بروبوليرز (الإنجليزية)
- أجنيشكا بيبرزيكا على موقع سبورتس رفرنس (الإنجليزية)